# Agrochola ochrea
Agrochola ochrea là một loài bướm đêm trong họ Noctuidae.